# سگ هار (بریکینگ بد)
سگ هار (انگلیسی: Rabid Dog) دوازدهمین قسمت از فصل پنجم سریال تلویزیونی آمریکایی بریکینگ بد و پنجاه و هشتمین قسمت کلی این سریال است. این فیلم به نویسندگی و کارگردانی سام کتلین در ۱ سپتامبر ۲۰۱۳ از شبکه ای‌ام‌سی در ایالات متحده و کانادا پخش شد.